# Церква святих апостолів Петра і Павла (Мовчанівка)
Церква святих апостолів Петра і Павла в Мовчанівці — парафія і храм Тернопільської єпархії Православної церкви України в селі Мовчанівці Підволочиської громади Тернопільського району Тернопільської области України. Пам'ятка архітектури місцевого значення.

## Історія церкви
У 1905—1907 роках тривало будівництво церкви. Лише в [1924] році вона значиться окремо, але все одно обслуговується священниками з Хмелиська.
Кількість парафіян: 1904 — 350, 1914 — 548, 1924 — [617], 1936 — 672.

## Парохи
- о. Франц Твардієвич (1842—1843, адміністратор),
- о. Ігнатій Лагодинський (1843—1845, адміністратор),
- о. Іван Хомицький (1845—1850, адміністратор; 1850—1870+),
- о. Вінкентій Кузик (1876—1877, адміністратор),
- о. Амін Алискевич (1877—1885, 1855—1891),
- о. Омелян Вербицький (1891—1918+),
- о. Аркадій Гуглевич (1905—1910, сотрудник),
- о. Семен Спайсер (1910—1911, сотрудник),
- о. Василь Бачинський (1911—1918, сотрудник; 1918—1920, адміністратор),
- о. Павло Олійник (1921—1930),
- о. Роман Дякон (1930—1932, адміністратор),
- о. Іван Пацовський (1932—1933, адміністратор),
- о. Іван Королик (1934—[1944]),
- о. Андрій Курило — нині[2].